# David Henry Solomon

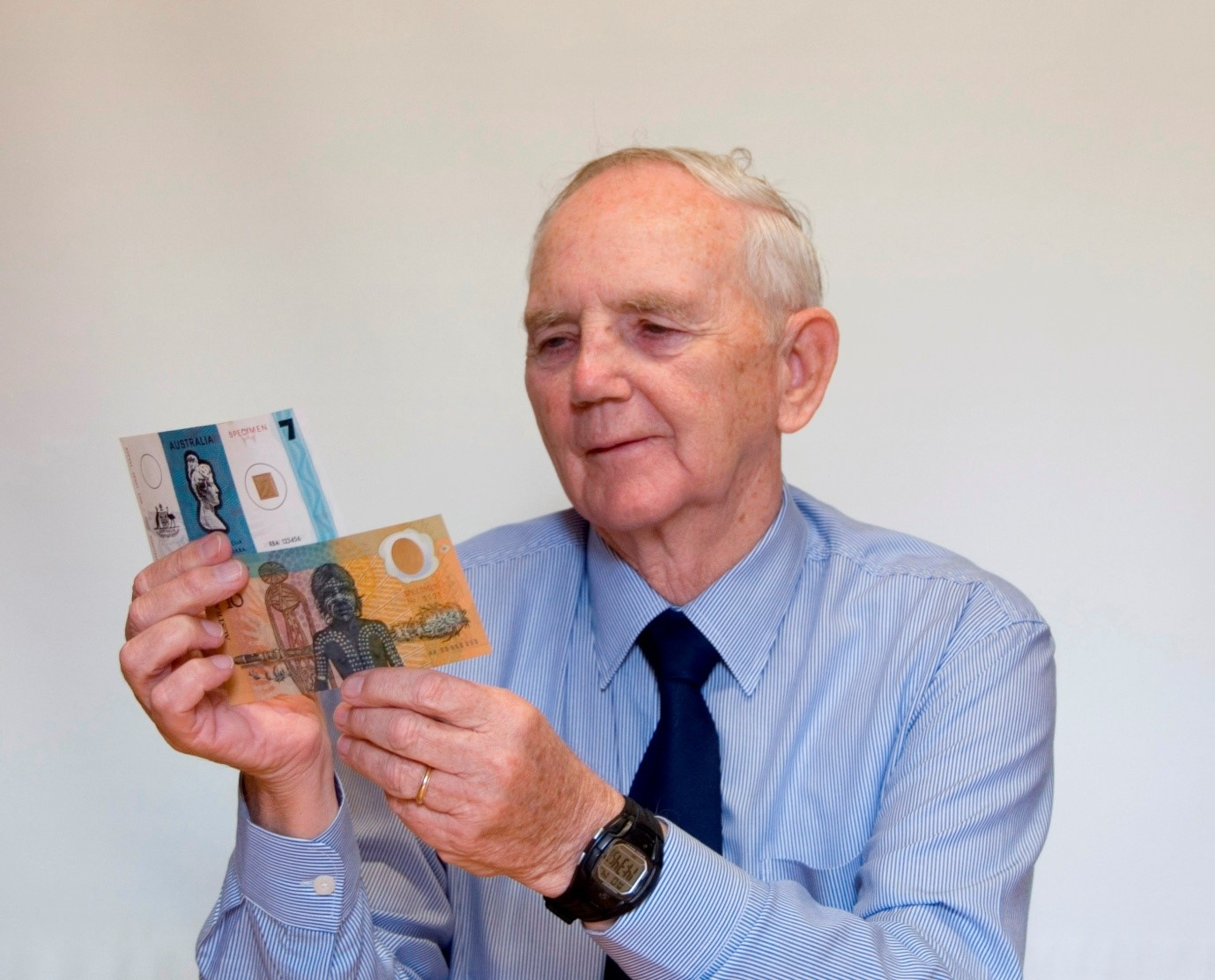
David Solomon mit seinen Plastik-Banknoten

David Henry Solomon AC, genannt Dave Solomon, (* 19. November 1929 in Adelaide) ist ein australischer Chemiker (Makromolekulare Chemie).
Solomon studierte Chemie am Sydney Technical College mit dem Abschluss 1950 (Associate Diploma) und an der New South Wales University of Technology mit dem Bachelor-Abschluss 1952 und dem Master-Abschluss 1955. Er wurde dort 1959 promoviert (Studies in the Chemistry of Carbony Compounds) und 1968 erhielt er zusätzlich einen D.Sc. der University of New South Wales (Studies in the chemistry of coating compounds). Noch während des Studiums arbeitete er beim Farbenhersteller Dulux Australia (damals Balm Paints). Dort leitete er 1955 bis 1963 die Forschung für neue Anstreichfarben. Dabei wurde er auch 1959/60 zu ICI in Slough in England abgesandt. Ab 1963 ging er in die Polymerforschung bei der nationalen australischen Forschungsorganisation CSIRO, bei der er noch in den 1960er Jahren Senior Principal Research Scientist wurde. Damals befasste er sich mit der Wechselwirkung von organischen Polymeren und mineralischen Füllstoffen und war deshalb 1968/69 zur Georgia Kaolin Company in New Jersey abgesandt. 1970 wurde er Chief Research Scientist bei der CSIRO. 1974 wurde er nach einer Umorganisation der CSIRO erster Direktor der Division of Applied Organic Chemistry, was er bis 1991 blieb.
1990 bis 1995 war er ICI Australia - Masson Professor und Vorstand der Chemiefakultät an der University of Melbourne. Er befasste sich aber auch danach an der Universität mit Anwendungen von Polymeren in der Erzaufbereitung und zur Verhinderung von Wasserverdunstung.
Er ist bekannt für die Entwicklung eines Verfahrens der Living Free Radical Polymerization in den 1970er Jahren: Nitroxid-vermittelte Polymerisation (NMP, mit Ezio Rizzardo). Das war das erste Verfahren der Lebenden Polymerisation mit freien Radikalen. Er entwickelte auch Plastikgeld (unter Benutzung von Plastikfilmen mit Optically Variable Devices, OVDs), das für die 10-Dollar-Note bei der 200-Jahr-Feier Australiens 1988 benutzt wurde. Das waren die ersten Banknoten weltweit aus Polymeren.
2005 wurde er Ehrendoktor der University of Melbourne. 2009 erhielt er die CSIRO Medal for Lifetime Achievement, 2011 mit Rizzardo den Preis des australischen Premierministers für Wissenschaft und 1994 den Clunies Ross National Science and Technology Award.
Er ist Fellow der Royal Society und der Australian Academy of Science, der Australian Academy of Technological Sciences and Engineering und des Royal Australian Chemical Institute. 1990 wurde er Mitglied und 2016 wurde er Companion des Order of Australia. 2001 erhielt er die Centenary Medal.

## Schriften
- The Chemistry of Organic Film Formers. Wiley, 1967; 2. Auflage 1977.
- The Chemistry of Pigments and Fillers. Wiley, 1983.
- The Catalytic Properties of Pigments. Technical Association of the Pulp and Paper Industry Inc., Atlanta, Georgia 1977.
- als Herausgeber: Step Growth Polymerizations. M. Dekker, New York 1972.
- mit Graeme Moad: Free Radical Polymerization. 2. Auflage. Elsevier, 2006.
- mit Tom Spurling: The Plastic Banknote: From Concept to Reality. 2014.